# Aleksandra Stypułkowska
Aleksandra Stypułkowska, z d. Rabska (ur. 7 października 1906 w Warszawie, zm. 20 marca 1982 w Londynie) – polska adwokatka i dziennikarka, związana z Radiem Wolna Europa, w którym występowała pod pseudonimem Jadwiga Mieczkowska.

## Życiorys
Była córką Władysława Rabskiego i Zuzanny Rabskiej, a wnuczką Aleksandra Kraushara. Ukończyła Gimnazjum im. Cecylii Plater-Zyberkówny w Warszawie (1924) i studia prawnicze na Uniwersytecie Warszawskim (1928). Od 1927 zamężna ze Zbigniewem Stypułkowskim, po ukończeniu aplikacji adwokackiej prowadziła z nim od 1934 kancelarię adwokacką. W maju 1929 weszła w skład komitetu organizacyjnego związku kobiet z wyższym wykształceniem prawniczym w Polsce jako oddziału Federation Internationale des Femmes Avocats et Diplomes en Droit w Paryżu.
W czasie II wojny światowej działała w konspiracji ruchu narodowego. W marcu 1940 osadzono ją na dwa miesiące w więzieniu na Pawiaku. W listopadzie 1943 ponownie aresztowana, została w marcu 1944 wysłana do obozu koncentracyjnego w Ravensbrück. Odzyskała wolność w kwietniu 1945, ewakuowana wraz z kilkoma tysiącami więźniarek do Szwecji, gdzie następnie mieszkała do 1947.
W 1947 wyjechała do Wielkiej Brytanii, gdzie pracowała w redakcji „Dziennika Polskiego i Dziennika Żołnierza”. Działała również w Polskim Związku byłych Więźniów Politycznych Niemieckich Więźniów i Obozów Koncentracyjnych, którego była także prezesem. W 1952 rozpoczęła w Rozgłośni Polskiej „Radia Wolna Europa” (działającej początkowo pod nazwą „Rozgłośnia Głos Wolnej Polski”). W 1959 została redaktorem i komentatorem sztandarowej audycji RWE „Fakty, wydarzenia, opinie”, a jej głos był jednym z najbardziej rozpoznawalnych w tej stacji. W 1974 przeszła na emeryturę i powróciła do Londynu, ale w dalszym ciągu pisywała dla RWE komentarze polityczne. W 1980 była jednym z założycieli i pierwszym prezesem wspierającego opozycję w Polsce Studium Spraw Polskich w Wielkiej Brytanii.
Z małżeństwa ze Zbigniewem Stypułkowskim miała syna Andrzeja Stypułkowskiego.
We wrześniu 2010 pośmiertnie odznaczona Krzyżem Komandorskim z Gwiazdą Orderu Odrodzenia Polski „za wybitne zasługi w działalności na rzecz wspierania przemian demokratycznych w Polsce, za niesienie pomocy humanitarnej Polakom w czasie stanu wojennego, za działalność społeczną”.